# 分水镇 (叙永县)
分水镇，是中华人民共和国四川省泸州市叙永县下辖的一个乡镇级行政单位。

## 行政区划
分水镇下辖以下地区：
分水岭社区、分水村、石院村、鱼洞村、木格倒村、广子村、龙洞村、路井村、新民村、田坝村、太平村、终南村和兴隆村。

## 中国传统村落
2012年，木格倒苗族村被评为首批“中国传统村落”。